# Ернест Ежен Альтес
Ернест Ежен Альтес (фр. Ernest Eugène Altès; 28 березня 1830, Париж — 8 липня 1899, Сен-Діе-сюр-Луар) — французький скрипаль, диригент і композитор. Брат Жозефа Анрі Альтеса.
Син солдата, з дитинства вчився грі на скрипці. У 1842 році вступив в Паризьку консерваторію в клас скрипки Франсуа Абенека, вивчав також композицію під керівництвом Мікеле Карафа і Франсуа Базена (закінчив в 1849 році). З 1845 року грав в оркестрі Паризької опери, з 1871 другий диригент, в 1879—1887 роках головний диригент. У 1881 році він був нагороджений орденом Почесного легіону. Під керівництвом Альтеса пройшла, зокрема, прем'єра балету Едуара Лало «Намуна» (6 березня 1882), визнана невдалою (в тому числі, як стверджує біограф Лало Ж.-М. Фоке, через недорепетируване і посереднє диригування). Навпаки, прем'єра опери Каміля Сен-Санса «Генріх VIII» під керуванням Альтеса (5 березня 1883 р.) відбулася дуже успішно, і композитор подякував диригентові за цей успіх листом, сповненим захопленої риторики: «Як [в ході репетицій] неохайне і нерішуче виконання стало спершу чудовим, а потім і дивовижним? Як перетворилася лялечка на метелика?».
Автор симфонії, струнного квартету, фортепіанного тріо, сонати для скрипки і фортепіано та інших камерних творів.